# The Brady Bunch Movie
The Brady Bunch Movie is een Amerikaanse komische film uit 1995 van Betty Thomas met in de hoofdrollen onder meer Gary Cole en Shelley Long. De film is gebaseerd op en vooral ook een parodie op de televisieserie The Brady Bunch (1969–1974). In 1996 kwam het vervolg A Very Brady Sequel uit.

## Verhaal
Net als de televisieserie draait de film om het samengestelde gezin Brady, bestaande uit Mike Brady (Gary Cole) met zijn drie zonen en zijn tweede vrouw Carol (Shelley Long) met haar drie dochters. De film speelt zich af in de jaren negentig, maar de Brady's leven nog net zo als ten tijde van de serie en zijn zich er niet van bewust hoe naïef en ouderwets ze zijn.
Als de film begint, is de gewetenloze projectontwikkelaar Larry Dittmeyer (Michael McKean) erin geslaagd om alle bewoners van de wijk uit te kopen, behalve de Brady's. Dit dreigt echter toch te lukken als blijkt dat de Brady's nog een grote belastingschuld hebben.

## Rolverdeling
| Acteur                    | Personage       | Opmerkingen                      |
| ------------------------- | --------------- | -------------------------------- |
| Gary Cole                 | Mike Brady      | Vader van het gezin              |
| Shelley Long              | Carol Brady     | Mikes tweede vrouw               |
| Christopher Daniel Barnes | Greg Brady      | Mikes oudste zoon                |
| Paul Sutera               | Peter Brady     | Mikes middelste zoon             |
| Jesse Lee Soffer          | Bobby Brady     | Mikes jongste zoon               |
| Christine Taylor          | Marcia Brady    | Carols oudste dochter            |
| Jennifer Elise Cox        | Jan Brady       | Carols middelste dochter         |
| Olivia Hack               | Cindy Brady     | Carols jongste dochter           |
| Henriette Mantel          | Alice Nelson    | Huishoudster van de Brady's      |
| Michael McKean            | Larry Dittmeyer | Projectontwikkelaar              |
| Jean Smart                | Dena Dittmeyer  | Vrouw van de projectontwikkelaar |

## Verwijzingen naar televisieserie
Diverse acteurs uit de televisieserie spelen kleine rollen in de film. Zo speelt Florence Henderson, Carol in de serie, nu Carols moeder en heeft Ann B. Davis, in de serie huishoudster Alice, hier een scène als vrachtwagenchauffeur.

## Productie
De gehele film is opgenomen in de agglomeratie Los Angeles. De producers wilden oorspronkelijk graag het originele, in de wijk Studio City gesitueerde huis uit de televisieserie gebruiken, maar dit moest daarvoor tijdelijk verbouwd worden, wat de eigenaars niet wilden.